# Ilhas Tanimbar
As Tanimbar (ou Timorlaut) são um grupo de ilhas pertencentes à Indonésia, na província das Ilhas Molucas, que separam o Mar de Banda do Mar de Arafura.
Com um total de 5500 km² e cerca de 60 000 habitantes, ficam entre Timor e a Nova Guiné. A principal ilha é Yamdena, com 2900 km², onde se encontra Saumlaki, a localidade mais importante; além de Yamdena existem as ilhas de Selaru e Larat, onde se cultiva milho, arroz, batata, manga e papaia. Contavam com 104341 habitantes no censo de 2010, sendo 94% deles cristãos.
As ilhas Tanimbar pertencem à zona da Linha de Wallace (Wallacea).